# Arroio Seival
Arroio Seival é um arroio brasileiro, afluente do rio Candiota, no município de Bagé.
Ali se travou um dos mais sangrentos combates da Revolução Farroupilha com derrota e fuga das forças imperiais na Batalha do Seival.